# Vennen
Vennen var et dansk blad for homoseksuelle mænd, der blev udgivet fra 1949 til 1974 af Forbundet af 1948.

## Historie
I 1948 grundlagde de homoseksuelle aktivister Axel og Eigil Axgil Danmarks første homoseksuelle rettighedsorganisation, Forbundet af 1948, nu kendt som LGBT Danmark, som reaktion på udgivelsen af Alfred Kinseys værk Sexual Behavior in the Human Male. 
Bladet Vennen blev lanceret i 1949 som officielt blad for medlemmer af organisationen. Helmer Fogedgaard var dets første chefredaktør frem til 1954, hvor han blev afløst af Axel Axgil. I starten var bladet kun tilgængeligt for medlemmer, men fra 1951 solgtes det i kiosker i Danmark, Sverige og Norge.
Den 29. marts 1955 blev Vennens redaktion i København ransaget af politiet, idet det viste sig, at bladet distribuerede pornografiske billeder af modeller under 18 år. Kopier af bladet blev beslaglagt af politiet, og adskillige medarbejdere, herunder både Axgil og Fogedgaard, blev anholdt og efterfølgende idømt fængselsstraffe.
Begivenheden blev kendt som "den store pornografiaffære". Razziaen førte til, at Vennen mistede betydelig anseelse både i og udenfor den homoseksuelle bevægelse, og redaktører for andre europæiske magasiner for homoseksuelle mænd kritiserede bladet. Efter razziaen i 1955 tog Forbundet af 1948 afstand til bladet, men det fortsatte som selvstændig udgivelse. Journalist Martin Elmer, der tidligere havde skrevet artikler og noveller til bladet, overtog ledelsen af Vennen i 1956, og blev i 1962 udnævnt til chefredaktør. Elmer forblev chefredaktør, indtil bladet udkom for sidste gang i 1974. 
Derefter lancerede Landsforeningen af Bøsser og Lesbiske Panbladet, der udkom med enkelte afbrydelser frem til 2009.